# Refik Ayvazoğlu
Refik Ayvazoğlu (ur. 5 kwietnia 1986) – turecki zapaśnik startujący w stylu klasycznym. Zajął dziewiętnaste miejsce na mistrzostwach świata w 2007. Brązowy medalista mistrzostw Europy w 2007. Piąty na akademickich MŚ w 2010. Szósty w Pucharze Świata w 2010 i dziewiąty w 2011. Mistrz świata juniorów w 2005 i 2005 roku.